# Кабилов, Махат Кабилович
Маха́т Каби́лович Каби́лов (1920 — ?) — советский таджикский артист балета.

## Биография
Родился 9 августа 1920 года в кишлаке Ховалинг (ныне Таджикистан). Член КПСС с 1959 года. Участвовал в художественной самодеятельности. С 1941 года по окончании балетной студии при ТаджАТОБ имени С. Айни (педагог А. И. Проценко), в этом театре. С 1961 года главный балетмейстер республиканского Дома народного творчества (Душанбе).

## Партии
- «Лебединое озеро» П. И. Чайковского — Зигфрид
- «Шехеразада» Н. А. Римского-Корсакова — Каландар
- «Бахчисарайский фонтан» Б. В. Асафьева — Вацлав, Нурали
- «Две розы» («Ду гуль») А. С. Ленского — Замон
- «Дильбар» А. С. Ленского — Махкам
- «Красный мак» Р. М. Глиэра — Ма Личен
- «Лейли и Меджнун» С. А. Баласаняна — Меджнун
- «Доктор Айболит» И. В. Морозова — Бармалей

## Признание
- заслуженный артист Таджикской ССР (1947)
- Сталинская премия второй степени (1949) — за исполнение заглавной партии в балетном спектакле «Лейли и Меджнун» С. А. Баласаняна, поставленном на сцене ТаджАТОБ имени С. Айни (1947)[1]